# 御嶽神社 (渋谷区)

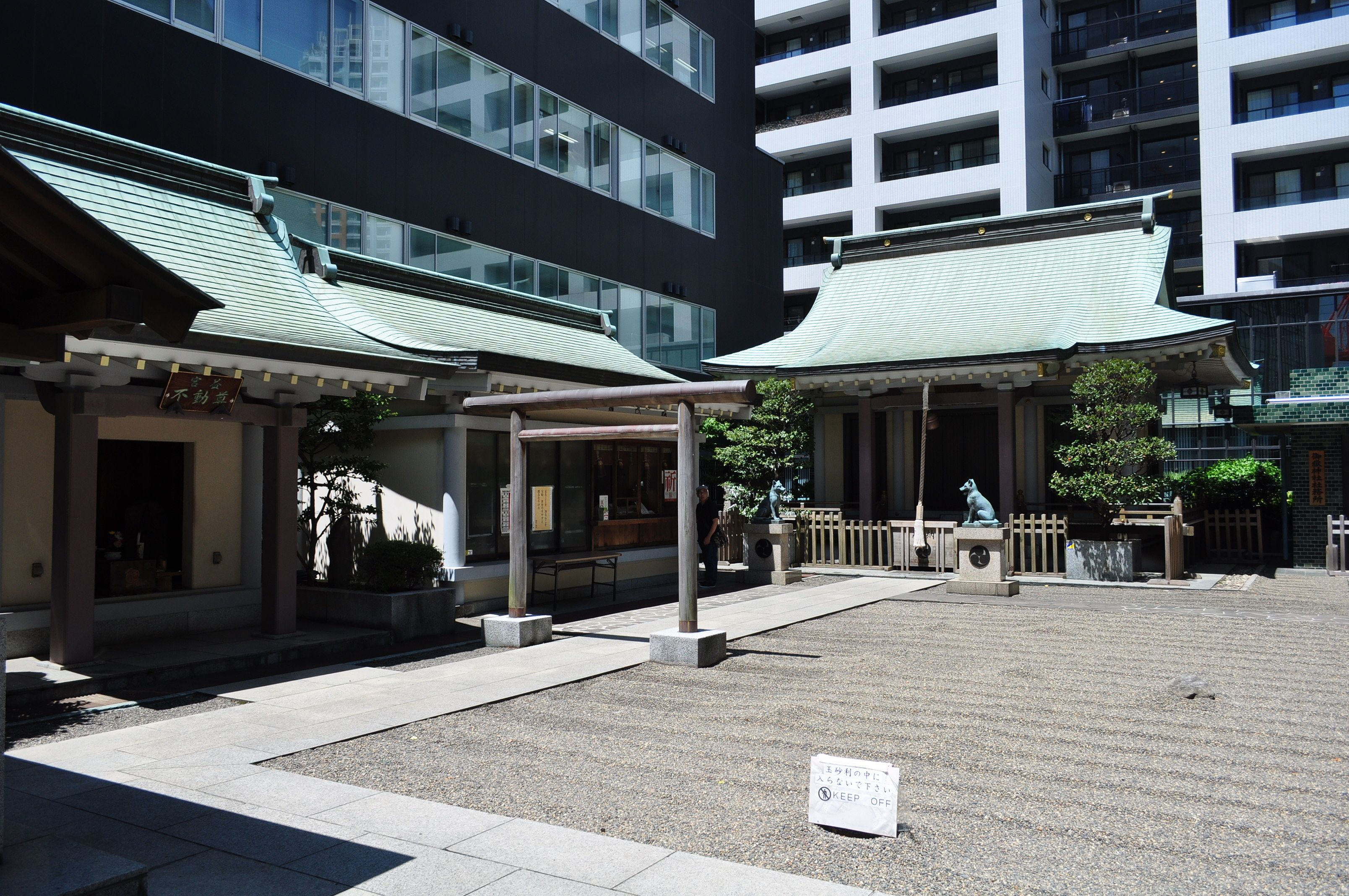
鳥居と拝殿（遠景）

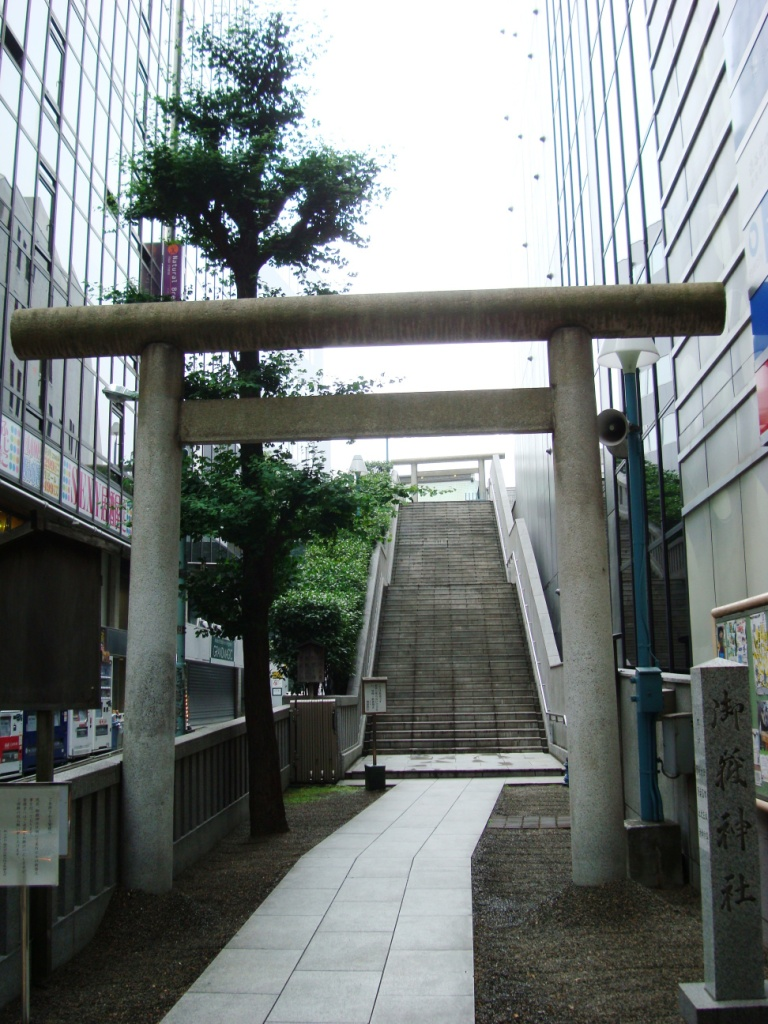
南方の宮益坂から伸びる参道

御嶽神社（みたけじんじゃ）は、東京都渋谷区の神社。当神社が名の由来となっている宮益坂の名を採って宮益御嶽神社（みやます みたけじんじゃ）とも称される。
渋谷区立商工会館/消費者センターが入る建物の2階屋上に南向きで鎮座しており、南方の宮益坂に向かって緩やかに参道の階段が伸びている。

## 概要
1570年（元亀元年）に創建された。
境内には「明治天皇御嶽神社御小休所阯」の記念碑がある。明治3年4月17日（1870年5月17日）、明治天皇は駒場野練兵場（現：東京大学駒場地区キャンパス）で行われた陸軍の軍事演習を統監するに際し、皇城（現：皇居）から駒場野練兵場までの間の休憩所を当社に置いた。この「聖蹟」（明治天皇ゆかりの地）となった栄誉を記念した石碑である。
当社の境内では、毎年11月の酉の日に酉の市が開かれている。「三の酉」がある年は、火災が多いといわれている。
2023年（令和5年）4月12日に都市計画決定により取り壊される予定がある。御嶽神社が含まれる再開発（宮益坂地区再開発）では再開発に対する反対活動も行われている。

## ギャラリー

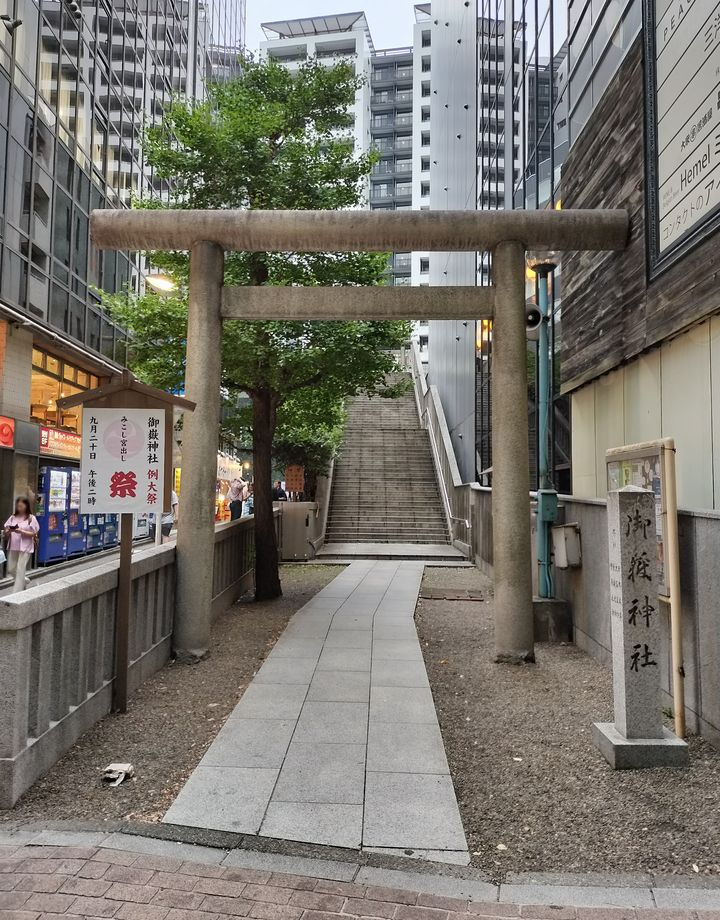
一ノ鳥居
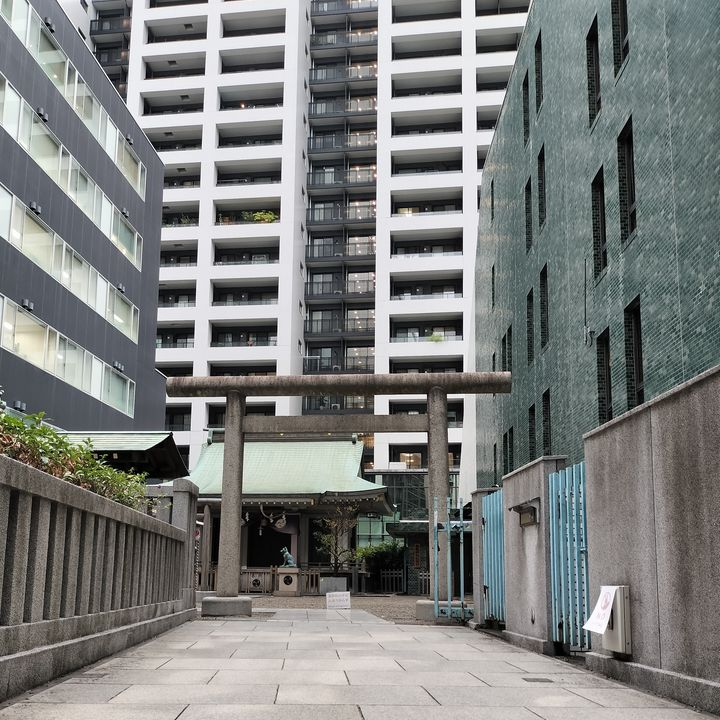
二ノ鳥居
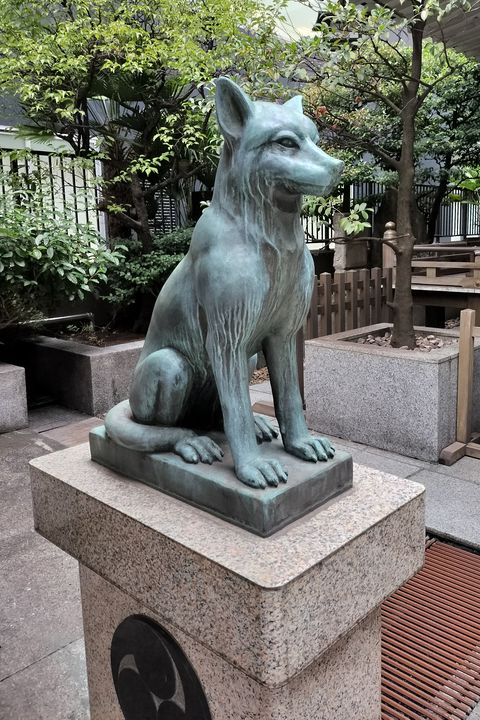
狛犬（左：吽形）
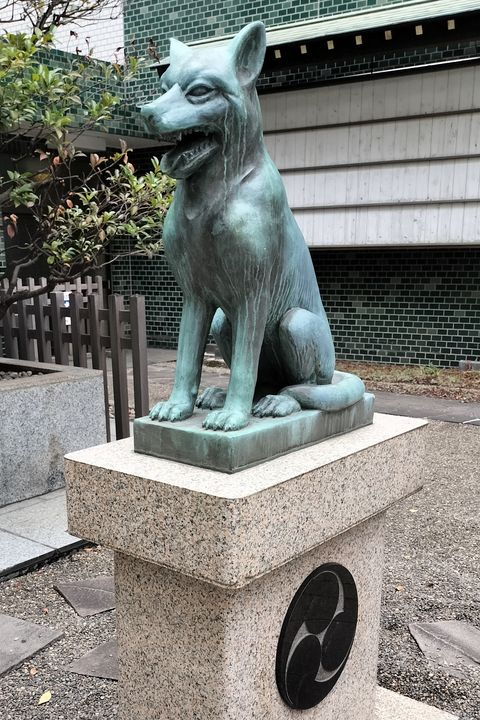
狛犬（右：阿形）
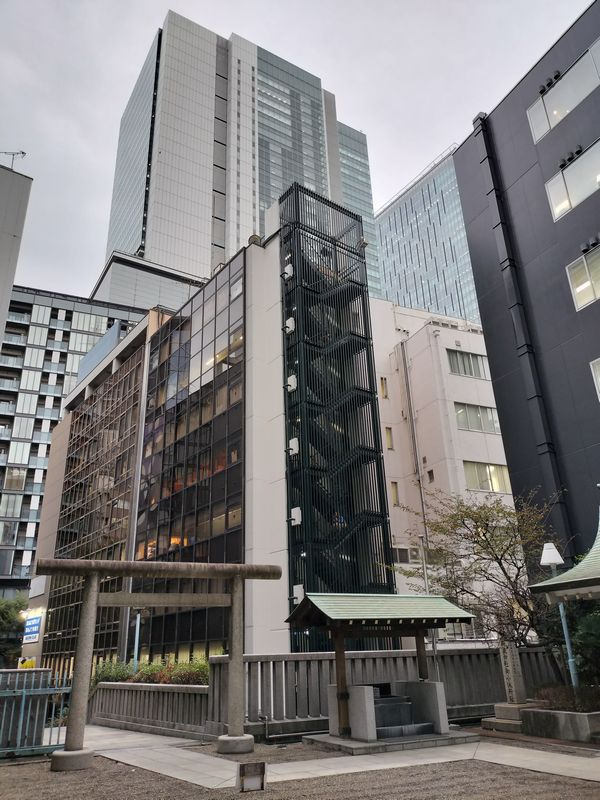
境内から南を見る。中央・奥のビルは渋谷ヒカリエ
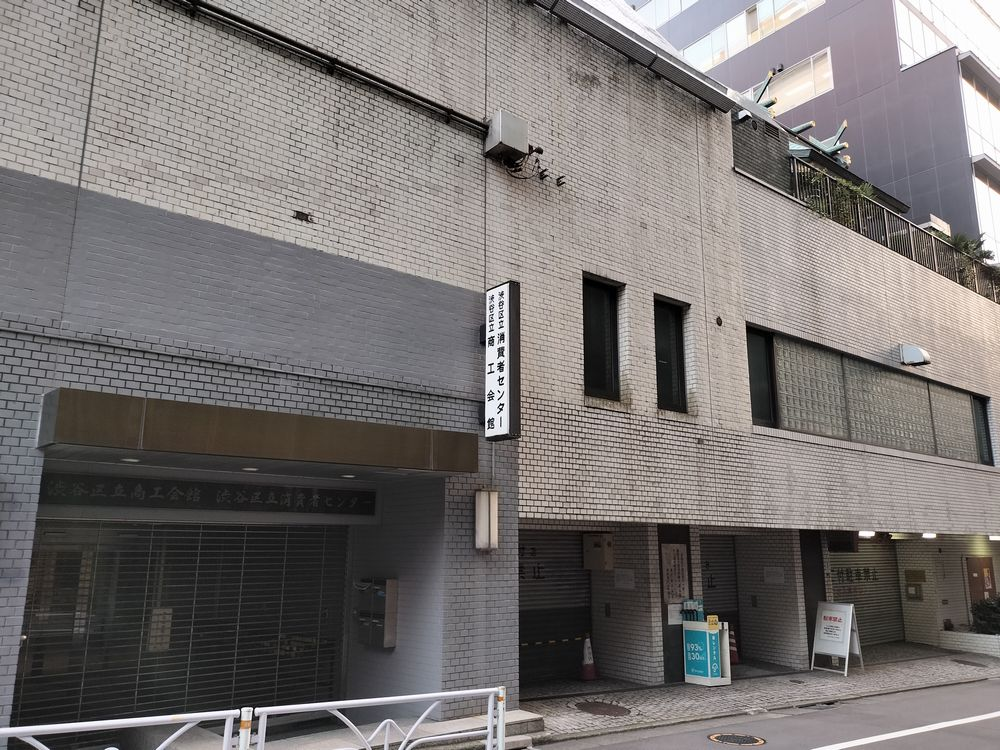
神社の裏側（北側）。渋谷区立商工会館と消費者センターが入る。

## 交通アクセス
- 渋谷駅より徒歩3分。